# Verbascum hypoleucum
Verbascum hypoleucum är en flenörtsväxtart som beskrevs av Pierre Edmond Boissier och Heldr.. Verbascum hypoleucum ingår i släktet kungsljus, och familjen flenörtsväxter. Inga underarter finns listade i Catalogue of Life.